# Трителлурид дипразеодима
Трителлурид дипразеодима — бинарное неорганическое соединение
соль празеодима и теллура
с формулой Pr2Te3,
кристаллы.

## Получение
- Сплавление стехиометрических количеств чистых веществ[3]:

{\displaystyle {\mathsf {2Pr+3Te\ {\xrightarrow {1500^{o}C}}\ Pr_{2}Te_{3}}}}

## Физические свойства
Трителлурид дипразеодима образует кристаллы
кубической сингонии,
пространственная группа I 43d,
параметры ячейки a = 0,9482 нм
.
Соединение образуется по перитектической реакции при температуре 1500 °C.